# Парадајс (Луизијана)
Парадајс (енгл. Paradis) насељено је место без административног статуса у америчкој савезној држави Луизијана.

## Демографија
По попису из 2010. године број становника је 1.298, што је 46 (3,7%) становника више него 2000. године.
| Група             | 2000.         | 2010.         |
| Белци             | 1.140 (91,1%) | 1.108 (85,4%) |
| Афроамериканци    | 61 (4,9%)     | 76 (5,9%)     |
| Азијати           | 4 (0,3%)      | 6 (0,5%)      |
| Хиспаноамериканци | 30 (2,4%)     | 70 (5,4%)     |
| Укупно            | 1.252         | 1.298         |